# Apple A15
Az 
Apple A15 Bionic egy 64 bites ARM alapú egylapkás rendszer (SoC), amelyet az Apple tervezett. 2021 szeptember 14-én jelentették be és szeptember 24-én került forgalomba a 6. generációs iPad Mini, iPhone 13 és 13 Mini, iPhone 13 Pro és Pro Max, majd később az iPhone SE (3. generáció), iPhone 14 és 14 Plus, Apple TV 4K (3. generáció) készülékekben.

## Tervezés
Az Apple A15 Bionic rendszercsip egy Apple-tervezésű hatmagos, 64 bites ARMv8 utasításkészletű CPU-val rendelkezik, amelyben két nagy teljesítményű (P) Avalanche mag található, melyek maximális órajele 3,24 GHz, valamint négy energiatakarékos (az Apple fogalmazása szerint „nagy hatékonyságú”, a továbbiakban (E)-vel jelölt) Blizzard nevű mag, melyek maximális órajele 2,01 GHz lehet. Az Apple állítása szerint az iPhone-okban található  A15  50%-kal gyorsabb a konkurencia csipjeinél. Ugyancsak a cég állítása szerint az iPad Mini 6-ban lévő A15-ös csip 40%-kal gyorsabb, mint az A12. Az AnandTech részletes vizsgálatából (breakdown) kiderült, hogy „az A14-gyel összehasonlítva, az új A15-ben 8%-kal növelték a két teljesítménymagot (P) tartalmazó csoport maximális egymagos frekvenciáját, ami így eléri a 3240 MHz-et, az előző generációs processzor 2998 MHz-es értékéhez képest. Mikor mindkét teljesítménymag (P) aktív, működési frekvenciájuk 10%-kal emelkedik, és ekkor mindkettő 3180 MHz-en fut, az előző generáció 2890 MHz-éhez képest”.
Az Apple a teljesítményt a rezidens/rendszergyorsító tár méretének duplázásával tovább növelte, így ez 32 MiB-ra mövekedett.
Az A15 15 milliárd tranzisztort tartalmaz, ami 27,1 %-os növekedést jelent az A14 11,8 milliárd tranzisztorához képest. Dedikált neurális hálózati hardvert tartalmaz, melyet az Apple „új, 16 magos Neural Engine-nek” nevez. A Neural Engine másodpercenként 15,8 billió művelet végrehajtására képes, ezáltal gyorsabb, mint az A14-es hardvere, ami másodpercenkénti 11 billió műveletre képes (+43%-os növekedés). Az A15 egy újabb képfeldolgozó processzort is tartalmaz (ISP), amely továbbfejlesztett képfeldolgozási képességekkel rendelkezik, ezt a fényképek feldolgozásnál alkalmazza a rendszer. A képjelfeldolgozó processzorról később megjelent, hogy támogatja a „Photonic Engine” és a „Deep Fusion” technológiákat. Ezek az Apple márkanevek egy olyan számítógépes fotótechnológiát takarnak, amely hardver, gépi tanulás és szoftver segítségével javítja (főleg) a gyenge fényviszonyok között készült fényképek minőségét. A „Photonic Engine” a „Deep Fusion” képfeldolgozási technológia továbbfejlesztése.
Az A15 támogatja a HEVC és H.264 videokodek kódolását, és az iPhone 13 Pro modellben a ProRes kódolást is. Dekódolási támogatással rendelkezik a HEVC, H.264, MPEG-4 Part 2, ProRes, és Motion JPEG formátumokhoz.
Az A15-öt a TSMC gyártja, állítólag a második generációs 5 nanométeres N5P gyártási eljárással.

## GPU
Az A15 egy Apple által tervezett ötmagos GPU-t tartalmaz a 6. generációs iPad mini, iPhone 13 Pro, 13 Pro Max, iPhone 14, 14 Plus és Apple TV 4K (3. generáció) készülékekben. Egy GPU mag le van tiltva a 3. generációs iPhone SE-ben, ugyancsak az iPhone 13-ban és a 13 Miniben, így ezekben a modellekben a GPU gyakorlatilag négymagos.

## Eszközök
Apple A15 Bionic csipet tartalmazó termékek:
- iPhone 14 és 14 Plus – 6 magos CPU, 5 magos GPU
- iPhone 13 és 13 Mini – 6 magos CPU, 4 magos GPU
- iPhone 13 Pro és Pro Max – 6 magos CPU és 5 magos GPU
- iPhone SE (3. generáció) – 6 magos CPU és 4 magos GPU
- iPad mini (6. generáció) – 5 magos GPU; a CPU órajele 2,92 GHz-re korlátozva (3,23 GHz-ről)[2]
- Apple TV 4K (3. generáció) – 5 magos GPU és 5 magos CPU (A15-ös kiszerelésben, 1 hatékony (E) processzormag letiltva)[19]

## Változatok
Az alábbi táblázat a különböző „Avalanche” és „Blizzard” mikroarchitektúrákon alapuló SoC-ket mutatja.
| Változat   | CPU magok (P+E) | GPU magok | GPU EU | Grafika ALU | Neural Engine magok | Memória (GiB) | Tranzisztorok száma |
| ---------- | --------------- | --------- | ------ | ----------- | ------------------- | ------------- | ------------------- |
| A15 Bionic | 5 (2+3)         | 5         | 80     | 640         | 16                  | 4             | 15 milliárd         |
| A15 Bionic | 6 (2+4)         | 4         | 64     | 512         | 16                  | 4             | 15 milliárd         |
| A15 Bionic | 6 (2+4)         | 5         | 80     | 640         | 16                  | 4–6           | 15 milliárd         |
| M2         | 8 (4+4)         | 8         | 128    | 1024        | 16                  | 8–24          | 20 milliárd         |
| M2         | 8 (4+4)         | 10        | 160    | 1280        | 16                  | 8–24          | 20 milliárd         |
| M2 Pro     | 10 (6+4)        | 16        | 256    | 2048        | 16                  | 16–32         | 40 milliárd         |
| M2 Pro     | 12 (8+4)        | 16        | 256    | 2048        |                     | 16–32         | 40 milliárd         |
| M2 Pro     | 19              | 304       | 2432   | 16          |                     | 16–32         | 40 milliárd         |
| M2 Max     | 12 (8+4)        | 30        | 480    | 3840        | 16                  | 32–96         | 67 milliárd         |
| M2 Max     | 12 (8+4)        | 38        | 608    | 4864        | 16                  | 32–96         | 67 milliárd         |
| M2 Ultra   | 24 (16+8)       | 60        | 960    | 7680        | 32                  | 64–196        | 134 milliárd        |
| M2 Ultra   | 24 (16+8)       | 76        | 1216   | 9728        | 32                  | 64–196        | 134 milliárd        |

1. ↑  P: teljesítmény, E: energiatakarékos, a „hatékony” magok is ezek
2. ↑  Execution unit, végrehajtóegység

## Fordítás
Ez a szócikk részben vagy egészben  az   Apple A15 című angol Wikipédia-szócikk ezen változatának fordításán alapul.  Az eredeti cikk szerkesztőit annak laptörténete sorolja fel. Ez a jelzés csupán a megfogalmazás eredetét és a szerzői jogokat jelzi, nem szolgál a cikkben szereplő információk forrásmegjelöléseként.